# ولاية إمبراطورية

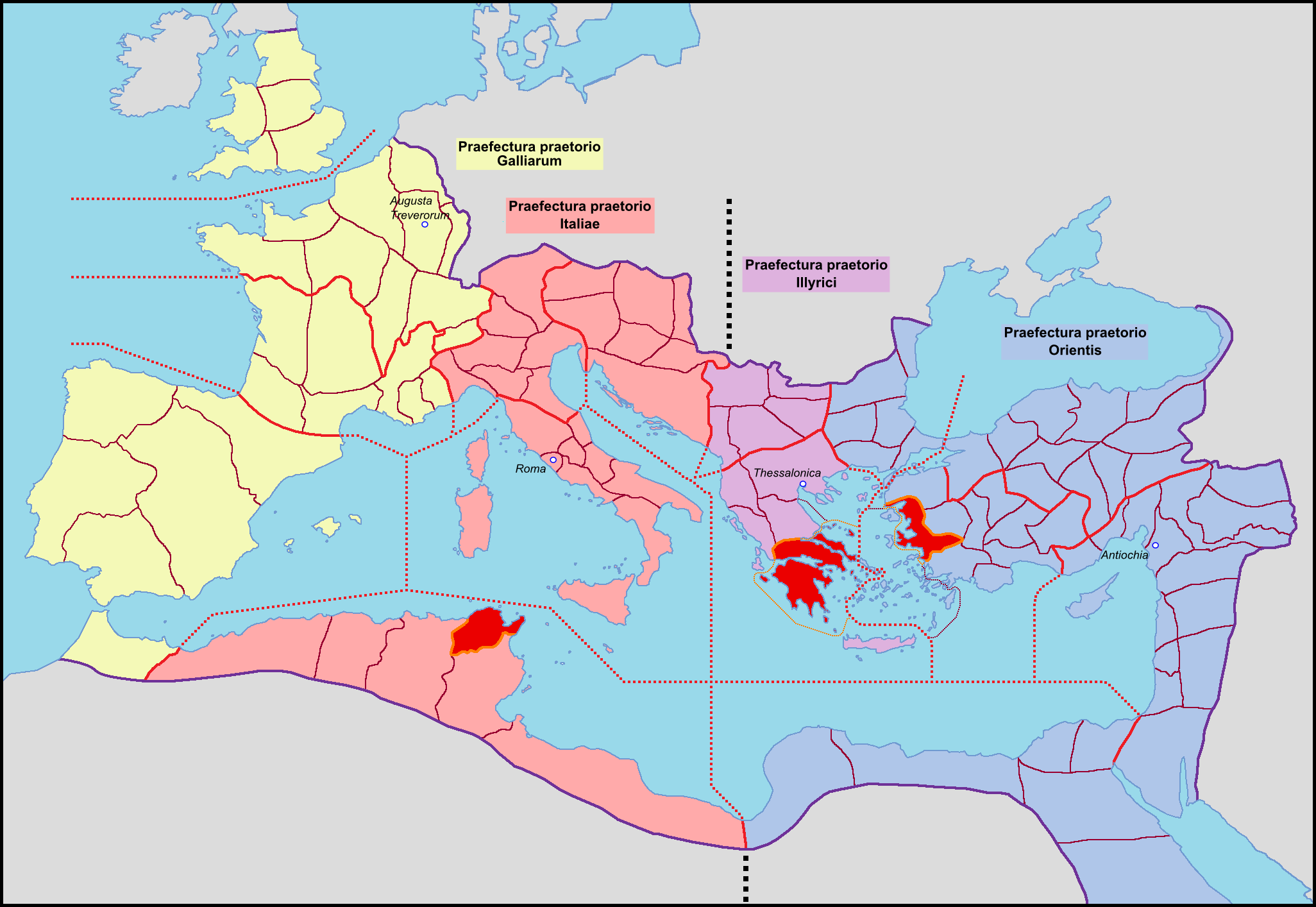
الولايات الإمبراطورية الأربعة المشكّلة للإمبراطورية الرومانية بشقّيها الغربي والشرقي (البيزنطي)، عام 400م، حيث تظهر الأبرشيات والمقاطعات ضمنها.

الولاية الإمبراطورية (باللاتينية: Praefectura praetorio ؛ باليونانية: ἐπαρχότης τῶν πραιτωρίων أو ὑπαρχία τῶν πραιτωρίων ؛ بالإنجليزية: Praetorian prefecture) هو أكبر التقسيمات الإدارية في الإمبراطورية الرومانية خلال فتراتها المتأخرة. بلغ عددها 4 ولايات، شكّلت المستوى الأول في الحكومة، حيث كانت تتكون من 16 أبرشية، والتي بدورها كانت تتكون من عدد من المقاطعات.
يعود هذا التقسيم في الأصل إلى قسطنطين الأول (حوالي 306-337)، إلا أنه وصل إلى شكله النهائي في الثلث الأخير من القرن الرابع. وقد بقي حتى القرن السابع، بعد أن عملت إصلاحات هرقل على إزالة سلطته، وبعد أن أجبر الفتح الإسلامي الإمبراطورية الرومانية الشرقية على تبني نظام الثيمة.

## التقسيم الإداري
كانت الإمبراطورية الرومانية تتكون من 4 ولايات إمبراطورية في عام 400 م. وكانت تلك الولايات مُوزعة على جزئيّ الإمبراطورية الشرقي (البيزنطي) والغربي بالتناصف:
الإمبراطورية الرومانية الشرقية (البيزنطية):
- الولاية الإمبراطورية للشرق (باللاتينية: Praefectura Praetorio Orientis)، كانت تتكون من 5 أبرشيات، وكان مركزها القسطنطينية (تقع اليوم في تركيا).[2]
- الولاية الإمبراطروية لإليريكم (باللاتينية: Praefectura Praetorio per Illyricum)، كانت تتكون من أبرشيتين، وكان مركزها سرمسكا ميتروويسا (تقع اليوم في صربيا)، ثم سالونيك (اليوم تقع في اليونان).[3]

الإمبراطورية الرومانية الغربية:
- الولاية الإمبراطورية لإيطاليا (باللاتينية: Praefectura Praetorio Italiae)، كانت تتكون من 4 أبرشيات، وكان مركزها رافينا (تقع اليوم في إيطاليا).[4]
- الولاية الإمبراطورية للغال (باللاتينية: Praefectura Praetorio Galliarum)، كانت تتكون من 4 أبرشيات، وكان ومركزها ترير (تقع اليوم في ألمانيا)، ثم آرل (تقع اليوم في فرنسا).[5]